# Emmanuelle Devosová

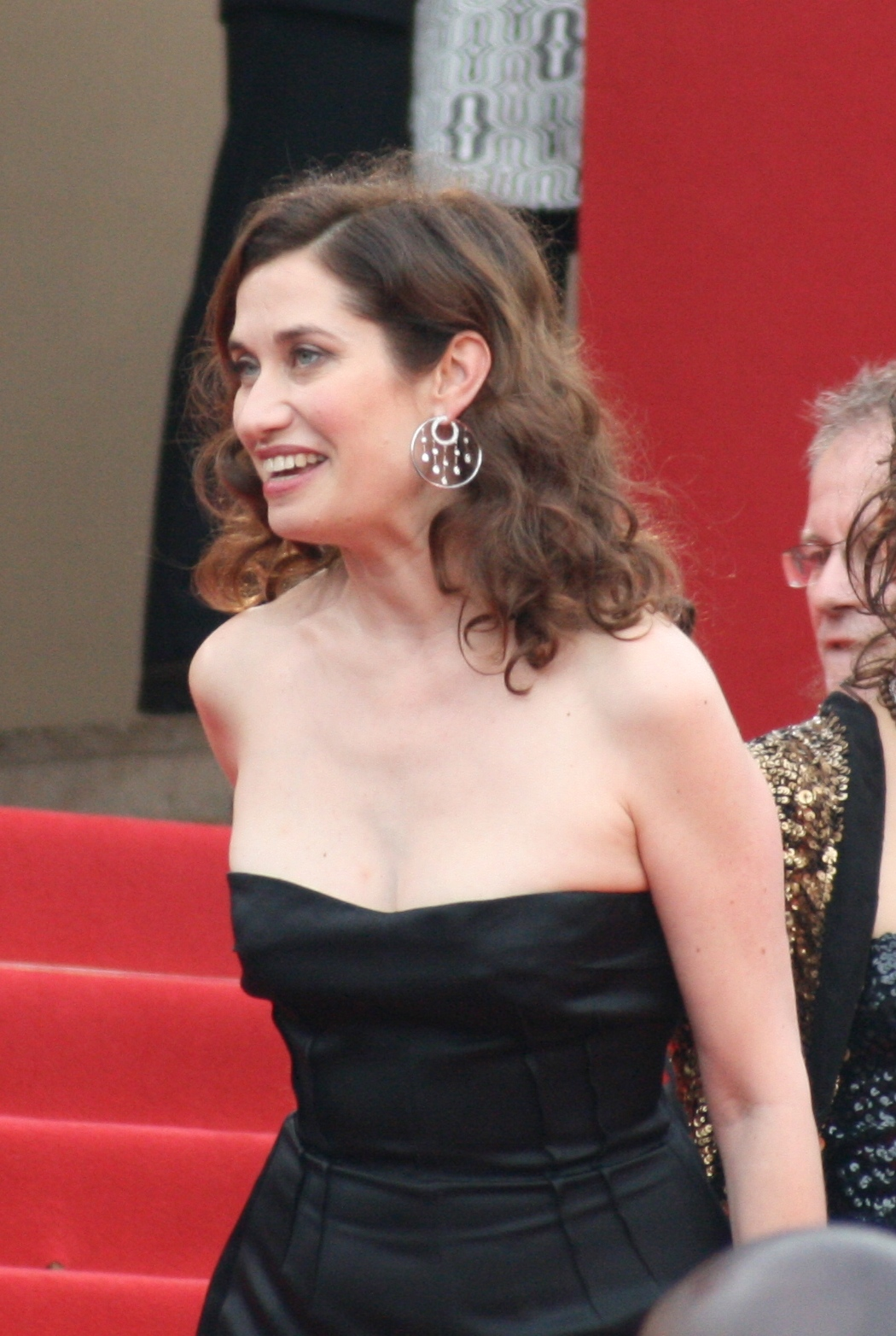
Emmanuelle Devosová na Filmovém festivalu v Cannes 2009

Emmanuelle Devosová (* 10. května 1964 Puteaux, Hauts-de-Seine) je francouzská herečka, dcera herečky Marie Henriauové a držitelka dvou Césarů. V letech 1996–2009 se objevila přibližně v 50 filmech.
V roce 2002 obdržela Césara v kategorii nejlepší herečka za roli téměř hluché sekretářky Carly Behmové ve filmu Čti mi ze rtů režírovaném Jacquesem Audiardem, kde byl jejím protějškem Vincent Cassel. O sedm let později získala druhou sošku pro nejlepší herečku ve vedlejší roli za snímek Na počátku.

## César – nominace a ocenění
- 1997: nominace – největší herecká naděje za film Učená pře aneb Můj pohlavní život
- 2002: vítězka – nejlepší herečka za film Čti mi ze rtů
- 2003: nominace – nejlepší herečka ve vedlejší roli za film Nepřítel
- 2005: nominace – nejlepší herečka za film Králové a královna
- 2009: vítězka – nejlepší herečka ve vedlejší roli za film À l'origine

## Filmografie
- 2014 – Arrête ou je continue
- 2014 – Jacky au royaume des filles
- 2014 – La loi, le combat d'une femme pour toutes les femmes (TV film)
- 2014 – On a failli être amies
- 2013 – Chvíle setkání
- 2013 – La vie domestique
- 2013 – Violette
- 2012 – Le Fils de l'autre
- 2012 – Rue Mandar
- 2011 – Když půlnoc dovolí
- 2011 – La Permission de minuit
- 2011 – Pourquoi tu pleures?
- 2009 – Na počátku
- 2009 – Angelo, tyran de Padoue (TV film)
- 2009 – Bancs publics (Versailles rive droite)
- 2009 – Les Beaux gosses
- 2009 – Coco Chanel
- 2009 – Les herbes folles
- 2009 – Spiklenci
- 2008 – Nevyřčené
- 2008 – Plus tard
- 2008 – Vánoční příběh
- 2007 – Ceux qui restent
- 2007 – Le Créneau
- 2006 – Deux vies... plus une
- 2006 – J'attends quelqu'un
- 2005 – Gentille
- 2005 – La Moustache
- 2005 – Tlukot mého srdce se zastavil
- 2004 – Gillesova žena
- 2004 – Králové a královna
- 2004 – Vítejte ve Švýcarsku
- 2003 – Il est plus facile pour un chameau...
- 2003 – Petites coupures
- 2003 – Rencontre avec le dragon
- 2002 – Nebe na dosah
- 2002 – Nepřítel
- 2001 – Čti mi ze rtů
- 2001 – Phobies (TV film)
- 2001 – Le Temps perdu (TV film)
- 2000 – Aïe
- 2000 – Les Cendres du paradis
- 2000 – Cours toujours
- 2000 – Esther Kahn
- 2000 – Lire la mort (TV film)
- 2000 – Tontaine et Tonton (TV film)
- 2000 – Vive nous!

- 1999 – La Finale (TV film)
- 1999 – Možná
- 1999 – Nebojím se života
- 1999 – Roule ma poule

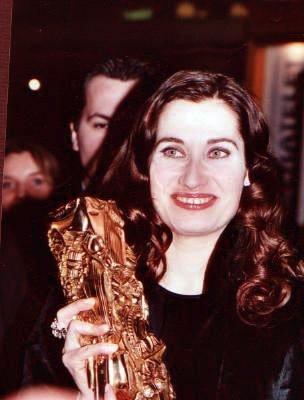
Emmanuelle Devosová s Césarem pro nejlepší herečku 2002

- 1999 – La Tentation de l'innocence
- 1998 – La Finale (TV film)
- 1998 – Les Grands enfants (TV film)
- 1998 –  Un mois de réflexion (TV film)
- 1997 – Artemisia
- 1997 – Le Déménagement
- 1997 – La Vérité est un vilain défaut (TV film)
- 1996 – Anna Oz
- 1996 – Tendre piège (TV film)
- 1996 – Učená pře aneb Můj pohlavní život
- 1995 – Oublie-moi
- 1994 – À Clara
- 1994 – Consentement mutuel
- 1994 – Les Patriotes
- 1992 – La Sentinelle
- 1991 – La Vie des morts
- 1990 – Embrasse-moi
- 1989 – Dis-moi oui, dis-moi non
- 1987 – La Pension
- 1986 – On a volé Charlie Spencer!